# Talavera de la Reina
Talavera de la Reina is een gemeente in de Spaanse provincie Toledo in de regio Castilië-La Mancha met een oppervlakte van 186 km². Talavera de la Reina heeft 84.119 inwoners (1 januari 2016).
Talavera de la Reina heeft een rijke historie en is vooral beroemd om zijn keramiek.

## Demografische ontwikkeling
Bron: INE; 1857-2011: volkstellingen
Opm: aanhechting van Casar de Talavera (1857) en Gamonal (1970)

## Geboren in Talavera de la Reina
- David Arroyo (7 januari 1980), Wielrenner
- Manu Trigueros (17 oktober 1991), voetballer
- José Arnáiz (15 april 1995), voetballer
- Roberto Nuñez (3 januari 1996), voetballer
- Óscar Rodríguez (28 juni 1998), voetballer

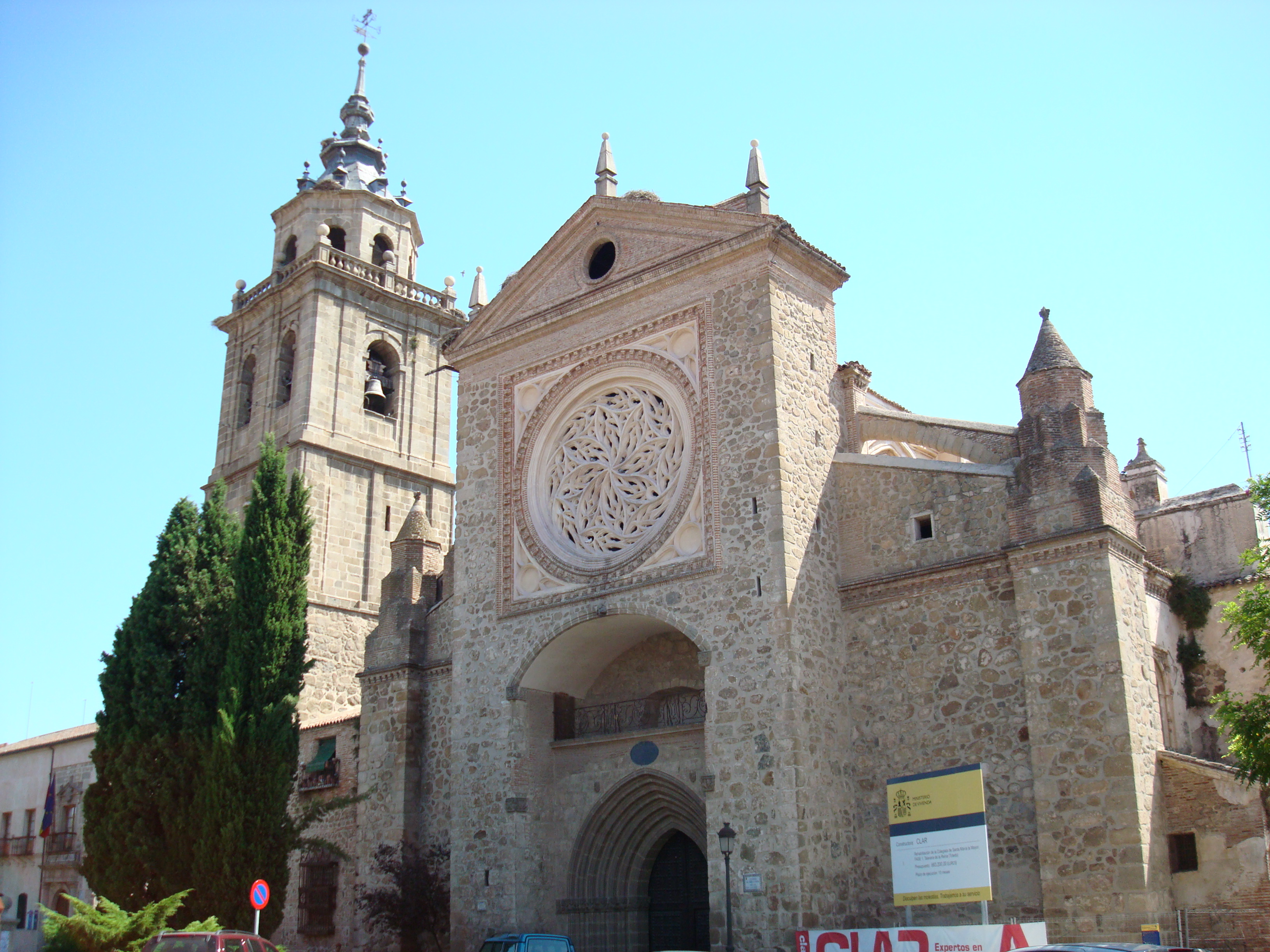
Collegiale kerk van Santa María la Mayor